# Žirje
Žirje (wł. Zuri) – wyspa w Chorwacji położona na Morzu Adriatyckim. Należy do Archipelagu Szybenickiego i jest położona 22 km na południowy zachód od Szybenika, na południowy zachód od wyspy Zlarin i na południowy wschód od archipelagu Kornati. Jej linia brzegowa wynosi 41,76 km. Na wyspie są pozostałości fortecy bizantyjskiej z VI wieku n.e.